# 181627 Philgeluck
181627 Philgeluck è un asteroide della fascia principale. Scoperto nel 2006, presenta un'orbita caratterizzata da un semiasse maggiore pari a 2,3647466 UA e da un'eccentricità di 0,0788041, inclinata di 2,04667° rispetto all'eclittica.
Dal 20 maggio al 18 giugno 2008, quando 184878 Gotlib ricevette la denominazione ufficiale, è stato l'asteroide denominato con il più alto numero ordinale. Prima della sua denominazione, il primato era di 175629 Lambertini.
L'asteroide è dedicato al comico belga Philippe Geluck.